# Generali Ladies Linz 1991
Il Generali Ladies Linz 1991 è stato un torneo di tennis giocato sul sintetico indoor. È stata la 5ª edizione del Generali Ladies Linz, che fa parte della categoria Tier V nell'ambito del WTA Tour 1991. Si è giocato a Linz, in Austria, dall'11 al 17 febbraio 1991.

## Campionesse

### Singolare
Manuela Maleeva-Fragnière ha battuto in finale  Petra Langrová con il punteggio di 6–4, 7–6(1)

### Doppio
Manuela Maleeva-Fragnière /  Raffaella Reggi hanno battuto in finale  Petra Langrová /  Radka Zrubáková con il punteggio di 6–4, 1–6, 6–3